# Загорское (Сумская область)
Загорское (укр. Загірське) — село, Песчанский сельский совет,
Сумский городской совет, Сумская область, Украина.
Код КОАТУУ — 5910191507. Население по переписи 2001 года составляло 56 человек.

## Географическое положение
Село Загорское находится в 1-м км от города Сумы и в 0,5 км от сёл Трофименково, Перекрестовка (Сумский район) и Гриценково (Сумский район).
По селу протекает пересыхающий ручей с запрудой.